# BMW Open 2023
BMW Open 2023, oficiálně BMW Open by American Express 2023, byl tenisový turnaj na mužském profesionálním okruhu ATP Tour hraný v areálu MTTC Iphitos. Čtyřicátý devátý ročník BMW Open probíhal mezi 17. až 23. dubnem 2023 v německém Mnichově na otevřených antukových dvorcích. 
Turnaj dotovaný 630 705 eury patřil do kategorie ATP Tour 250. Nejvýše nasazeným singlistou se stal sedmý tenista světa Holger Rune z Dánska. Jako poslední přímý účastník do dvouhry nastoupil 106. hráč žebříčku, Rakušan Dominic Thiem. V důsledku invaze Ruska na Ukrajinu na konci února 2023 řídící organizace tenisu ATP, WTA a ITF s grandslamy rozhodly, že ruští a běloruští tenisté mohli dále na okruzích startovat, ale do odvolání nikoli pod vlajkami Ruska a Běloruska.
Čtvrtý singlový titul na okruhu ATP Tour vyhrál Holger Rune poté, co ve finále odvrátil čtyři mečboly. V 19 letech tak poprvé v kariéře obhájil trofej. Čtyřhru ovládli Rakušané Alexander Erler s Lucasem Miedlerem, kteří si odvezli čtvrtou společnou i individuální trofej ze čtyřhry túry ATP.

## Rozdělení bodů a finančních odměn

### Rozdělení bodů
| Soutěž  | Soutěž | vítězové | finalisté | semifinalisté | čtvrtfinalisté | 16 v kole | 28 v kole | Q  | Q2 | Q1 |
| ------- | ------ | -------- | --------- | ------------- | -------------- | --------- | --------- | -- | -- | -- |
| dvouhra | [ 1 ]  | 250      | 150       | 90            | 45             | 20        | 0         | 12 | 6  | 0  |
| čtyřhra | [ 5 ]  | 250      | 150       | 90            | 45             | 0         | —         | —  | —  | —  |

### Finanční odměny
| Soutěž                                | Soutěž      | vítězové | finalisté | semifinalisté | čtvrtfinalisté | 16 v kole | 28 v kole | Q2      | Q1      |
| ------------------------------------- | ----------- | -------- | --------- | ------------- | -------------- | --------- | --------- | ------- | ------- |
| dvouhra                               | [ 1 ] [ 6 ] | 85 605 € | 49 940 €  | 29 355 €      | 17 010 €       | 9 880 €   | 6 035 €   | 3 020 € | 1 645 € |
| čtyřhra                               | [ 5 ]       | 29 740 € | 15 910 €  | 9 330 €       | 5 220 €        | 3 070 €   | —         | —       | —       |
| částka ve čtyřhrách je uvedena na pár |             |          |           |               |                |           |           |         |         |

## Mužská dvouhra

### Nasazení
| Stát                          | Hráč                    | ATP | Nasazení |
| ----------------------------- | ----------------------- | --- | -------- |
| Dánsko                        | Holger Rune             | 7.  | 1.       |
| USA                           | Taylor Fritz            | 10. | 2.       |
| Německo                       | Alexander Zverev        | 16. | 3.       |
| Nizozemsko                    | Botic van de Zandschulp | 31. | 4.       |
| Argentina                     | Sebastián Báez          | 32. | 5.       |
| Itálie                        | Lorenzo Sonego          | 45. | 6.       |
| Španělsko                     | Roberto Carballés Baena | 49. | 7.       |
| Švýcarsko                     | Marc-Andrea Hüsler      | 60. | 8.       |
| Žebříček ATP k 10. dubnu 2023 |                         |     |          |

### Jiné formy účasti
Následující hráči obdrželi divokou kartu do hlavní soutěže:
- Daniel Altmaier
- Yannick Hanfmann
- Max Hans Rehberg

Následující hráč nastpupil pod žebříčkovou ochranou:
- Kyle Edmund

Následující hráči postoupili z kvalifikace:
- Flavio Cobolli
- Aslan Karacev
- Alexander Ritschard
- Marko Topo

### Odhlášení
před zahájením turnaje
- Alexandr Bublik → nahradil jej  Maxime Cressy
- Márton Fucsovics → nahradil jej  Norbert Gombos
- Tallon Griekspoor → nahradil jej  John Millman
- Filip Krajinović → nahradil jej  Alejandro Tabilo
- Jan-Lennard Struff → nahradil jej  Emil Ruusuvuori

## Mužská čtyřhra

### Nasazení
| Stát                                                                                    | Hráč                 | Stát      | Hráč            | ATP | Nasazení |
| --------------------------------------------------------------------------------------- | -------------------- | --------- | --------------- | --- | -------- |
| Německo                                                                                 | Kevin Krawietz       | Německo   | Tim Pütz        | 44. | 1.       |
| Kolumbie                                                                                | Juan Sebastián Cabal | Kolumbie  | Robert Farah    | 50. | 2.       |
| USA                                                                                     | Nathaniel Lammons    | USA       | Jackson Withrow | 66. | 3.       |
| Brazílie                                                                                | Marcelo Melo         | Austrálie | John Peers.     | 79  | 4.       |
| Žebříček ATP k 10. dubnu 2023; číslo je součtem žebříčkového postavení obou členů páru. |                      |           |                 |     |          |

### Jiné formy účasti
Následující páry obdržely divokou kartu do hlavní soutěže:
- Matthias Bachinger /  Dominic Thiem
- Oscar Otte /  Jan-Lennard Struff

Následující páry nastoupily z pozice náhradníků:
- Yannick Hanfmann /  Daniel Masur
- Christopher O'Connell /  Albano Olivetti

### Odhlášení
před zahájením turnaje
- Roberto Carballés Baena /  Thiago Monteiro → nahradili je  Christopher O'Connell /  Albano Olivetti
- Jérémy Chardy /  Fabrice Martin → nahradili je  Jérémy Chardy /  Ugo Humbert
- Maxime Cressy /  Albano Olivetti → nahradili je  Dustin Brown /  Adam Pavlásek
- Marcos Giron /  Constant Lestienne → nahradili je  Yannick Hanfmann /  Daniel Masur

## Přehled finále

### Mužská dvouhra
- Holger Rune vs.  Botic van de Zandschulp, 6–4, 1–6, 7–6(7–3)

### Mužská čtyřhra
- Alexander Erler /  Lucas Miedler vs.  Kevin Krawietz /  Tim Pütz,  6–3, 6–4